# Villentrois-Faverolles-en-Berry
Villentrois-Faverolles-en-Berry es una comuna nueva francesa situada en el departamento de Indre, de la región de Centro-Valle del Loira.

## Historia
Fue creada el 1 de enero de 2019, en aplicación de una resolución del prefecto de Indre de 7 de diciembre de 2018 con la unión de las comunas de Faverolles-en-Berry y Villentrois, pasando a estar el ayuntamiento en la antigua comuna de Villentrois.

## Demografía
Según los datos aportados en la resolución del prefecto de Indre, la comuna se crea con 957 habitantes.

## Composición
| Comuna fusionada    | Código INSEE | Población (2016) | Superficie (km²) | Densidad (hab./km²) |
| ------------------- | ------------ | ---------------- | ---------------- | ------------------- |
| Faverolles-en-Berry | 36072        | 327              | 41.41            | 7.9                 |
| Villentrois         | 36244        | 596              | 32.38            | 18                  |